# Chiesa della Santissima Trinità (Livorno)

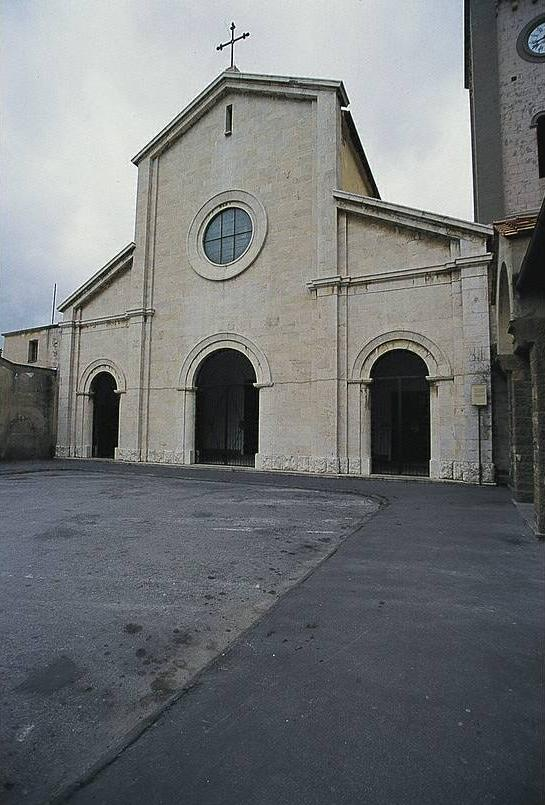
Facciata della chiesa

La chiesa della Santissima Trinità si trova a Livorno, nei pressi di Borgo Cappuccini, a margine di una piazza dove sono presenti due piccole statue raffiguranti rispettivamente la Madonna con Bambino (d'origine settecentesca) e San Francesco (anni venti del XX secolo).

## Storia
L'Ordine dei Frati Minori Cappuccini giunse a Livorno a seguito di una formale richiesta presentata al granduca Francesco I de' Medici nel 1582.
Inizialmente i religiosi avrebbero dovuto prendere possesso dell'antico eremo di San Jacopo in Acquaviva, ma il sovrano volle erigere per loro una nuova chiesa più vicina al nucleo urbano di Livorno.
Successivamente, per volere di Ferdinando I, i cappuccini ottennero anche notevoli appezzamenti di terreno nelle aree circostanti, dove era presente un orto circondato da una fitta boscaglia.
La chiesa, ampliata dal medesimo granduca, fu consacrata nel 1606, mentre nella prima metà del secolo successivo, fu ulteriormente ingrandita con l'aggiunta di quattro cappelle interne ai due lati della navata e consacrata nel 1738.
Tuttavia durante la seconda metà del XIX secolo vennero aggiunte altre due cappelle e fu realizzato l'atrio antistante alla chiesa. I lavori si conclusero nel 1903 e videro impegnato l'architetto Torello Macchia, che la dotò di una facciata neoromanica.
Frattanto, sulla piazza antistante la chiesa, fu eretta una vasta cappella (1858) dedicata alle Stigmate di san Francesco.
La costruzione del campanile (1926) precedette i terribili bombardamenti della seconda guerra mondiale, durante i quali la chiesa fu gravemente danneggiata.
La chiesa della Santissima Trinità è stata ripristinata a seguito degli eventi bellici e consacrata il 24 agosto del 1957 da monsignor Andrea Pangrazio.

## Descrizione

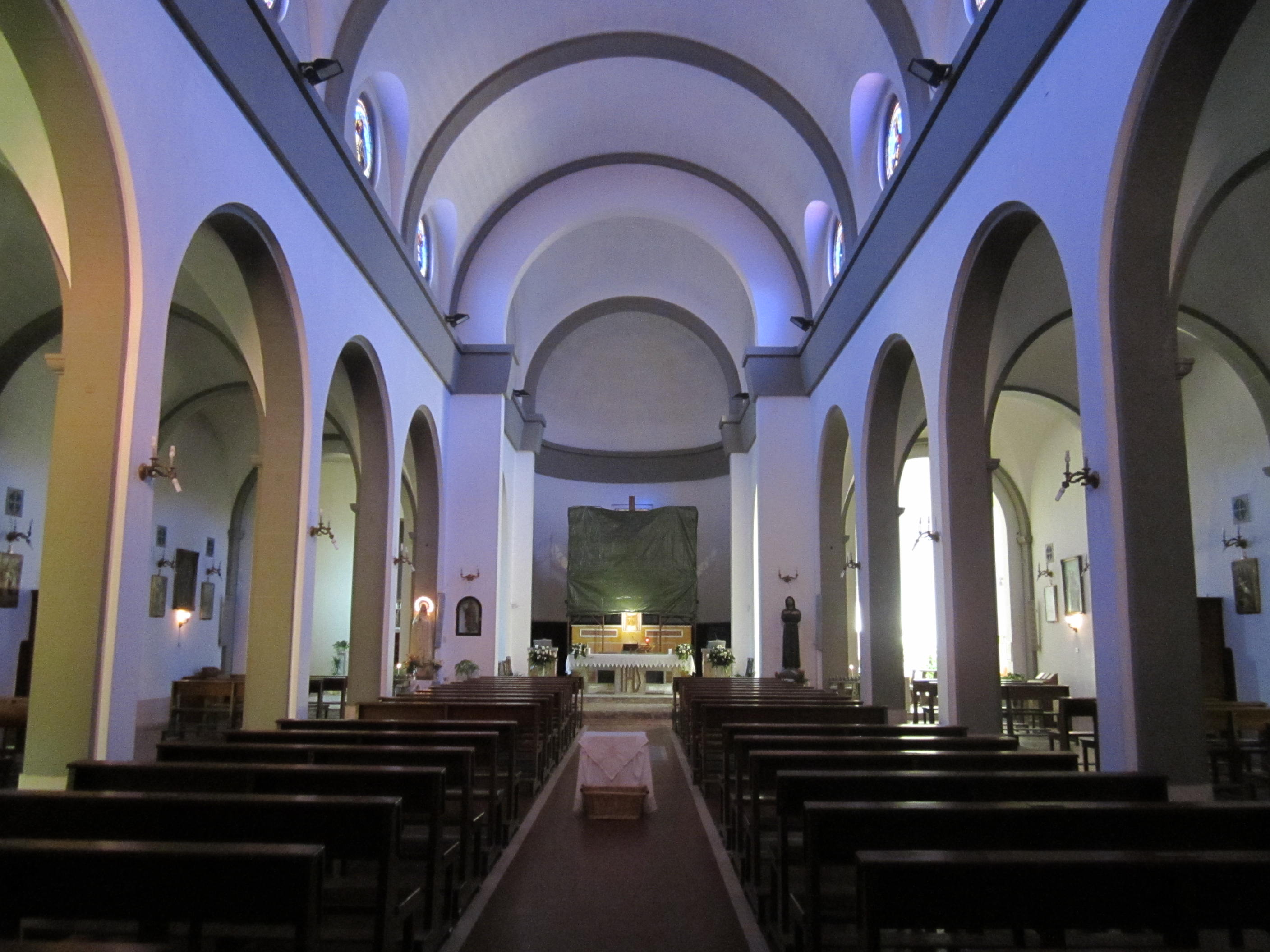
Interno

La facciata a salienti, sensibilmente diversa dall'originario prospetto neoromanico, è preceduta da tre grandi archi al di sopra dei quali si apre un grande rosone circolare: a lato si erge ancora il campanile a pianta quadrata, sopravvissuto alle distruzioni inflitte dall'ultima guerra.
Una lapide, posta nei pressi della facciata, attesta che qui fu sepolto Felice Casati, milanese dell'Ordine dei Cappuccini, ricordato persino ne I promessi sposi di Alessandro Manzoni quale responsabile del lazzaretto di Milano durante la peste del 1630; a causa dei bombardamenti la tomba è andata dispersa ed i resti del religioso probabilmente riposano in un ossario comune all'interno della stessa chiesa.
L'interno, a tre navate, ha perso la maggior parte degli arredi originari, minuziosamente descritti nelle antiche guide cittadine: sono tuttavia presenti diverse opere pittoriche ottocentesche.